# Ransom Eli Olds
Ransom Eli Olds (Geneva, Ohio, Estados Unidos, 3 de junho de 1864 – Lansing, Michigan, 26 de agosto de 1950) foi um pioneiro dos automóveis estadunidense.
Fundou a firma automobilística Oldsmobile.
Em 1968 foi incluído no Automotive Hall of Fame.
Foi também o precursor da linha de montagem no setor automotivo. A qual viria a ser aprimorada por Ford que por sua vez adicionou esteiras automatizadas.